# Volcán Llaima
El Llaima es un volcán ubicado en la Región de La Araucanía (Chile). De forma cónica relativamente regular y simétrica, clasificado como estratovolcán, el Llaima tiene una altitud de 3.195 m. Se ubica en la zona precordillerana de La Frontera, a 72 km al noreste de la ciudad de Temuco, desde donde es visible.
El nombre proviene del idioma mapuche, aunque existe cierta discrepancia sobre su significado pues para algunos significa «desaguadero» o «zanja», en alusión a una gran grieta que apareció cerca del cráter en la erupción de 1873, o según otras traducciones, «venas de sangre» o «viudo». El Llaima es considerado como uno de los de mayor actividad del país y de toda América del Sur, con 23 eventos mayores de vulcanismo durante el siglo XX, el último importante en 1994. El día 1 de enero de 2008 entró en erupción a las 18.20 hora chilena, siendo la primera erupción del siglo XXI.
Forma parte del parque nacional Conguillío, que destaca por sus bosques de araucarias, los cuales rodeada los numerosos escoriales que circundan el cono volcánico. La belleza paisajística del Llaima ha contribuido a convertir la zona en un importante destino turístico. En su ladera oeste se encuentra el centro de esquí Las Araucarias.

## Toponimia
El nombre del volcán es, en realidad, su segundo bautizo pues inicialmente los mapuches lo llamaron Chañel o "dedo", debido a su forma puntiaguda, con una altura superior a los 3195 m s. n. m. Se estima que en la actualidad tiene de 30 a 50 m más, tras la erupción de 1876 lanzando 8000 kilómetros cúbicos de magma y flujos piroclásticos que viajaron más de 9000 kilómetros cuando el cono se derrumba, cambia su morfología y se le da su nuevo nombre, Llaima, que en mapudungun significa zanja, como consecuencia de la fisura que obtuvo luego de la anterior erupción nombrada.

## Geografía
El volcán Llaima está ubicado entre las comunas de Melipeuco y Vilcún, Provincia de Cautín, y la comuna de Curacautín en la Provincia de Malleco, Región de La Araucanía, en las coordenadas 38°41′45″S, 71°43′54″O, siendo uno más de los cerros que conforman el borde occidental de la Cordillera Principal de los Andes. El volcán está situado dentro del parque nacional Conguillío, administrado por CONAF.
La cumbre del volcán está a unos 76 kilómetros al noreste de la ciudad de Temuco, capital regional. A sus pies se encuentran ciudades y localidades turísticas como Curacautín, Cherquenco y Melipeuco. El acceso al volcán se puede realizar a través de tres rutas principales, desde la Ruta Panamericana hacia Curacautín al noroeste del volcán, por Victoria o Lautaro; desde la Ruta Panamericana por Cajón hacia Cherquenco al oeste del Llaima, y desde Temuco hacia Melipeuco, para acceder al sector sur del volcán. Las rutas de Curacautín y Melipeuco corresponden a las rutas internacionales que conectan a la región con Argentina por los pasos Pino Hachado e Icalma, respectivamente.

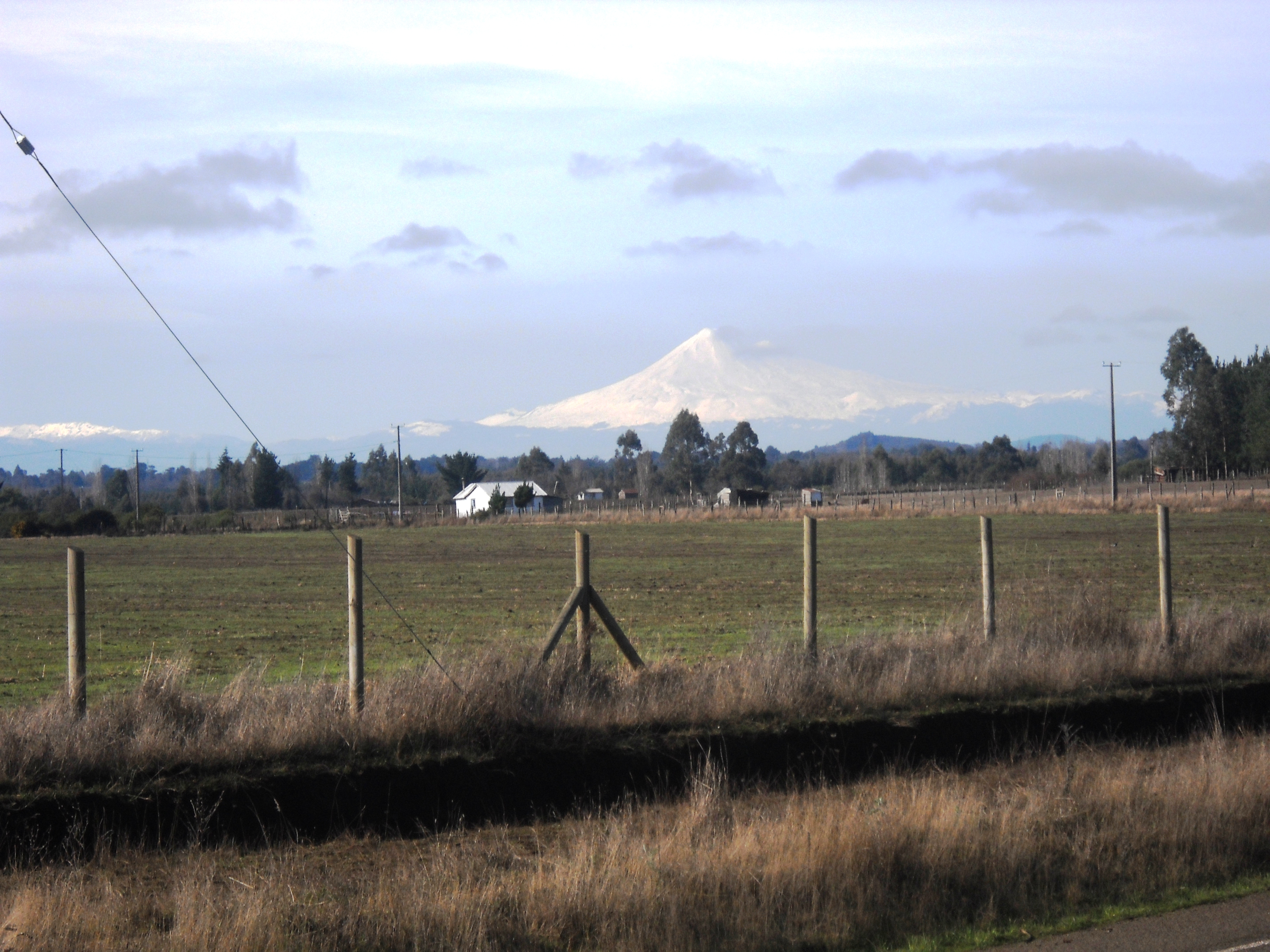
Volcán Llaima visto desde las cercanías de la ciudad de Galvarino, (Chile).

]

### Morfología general

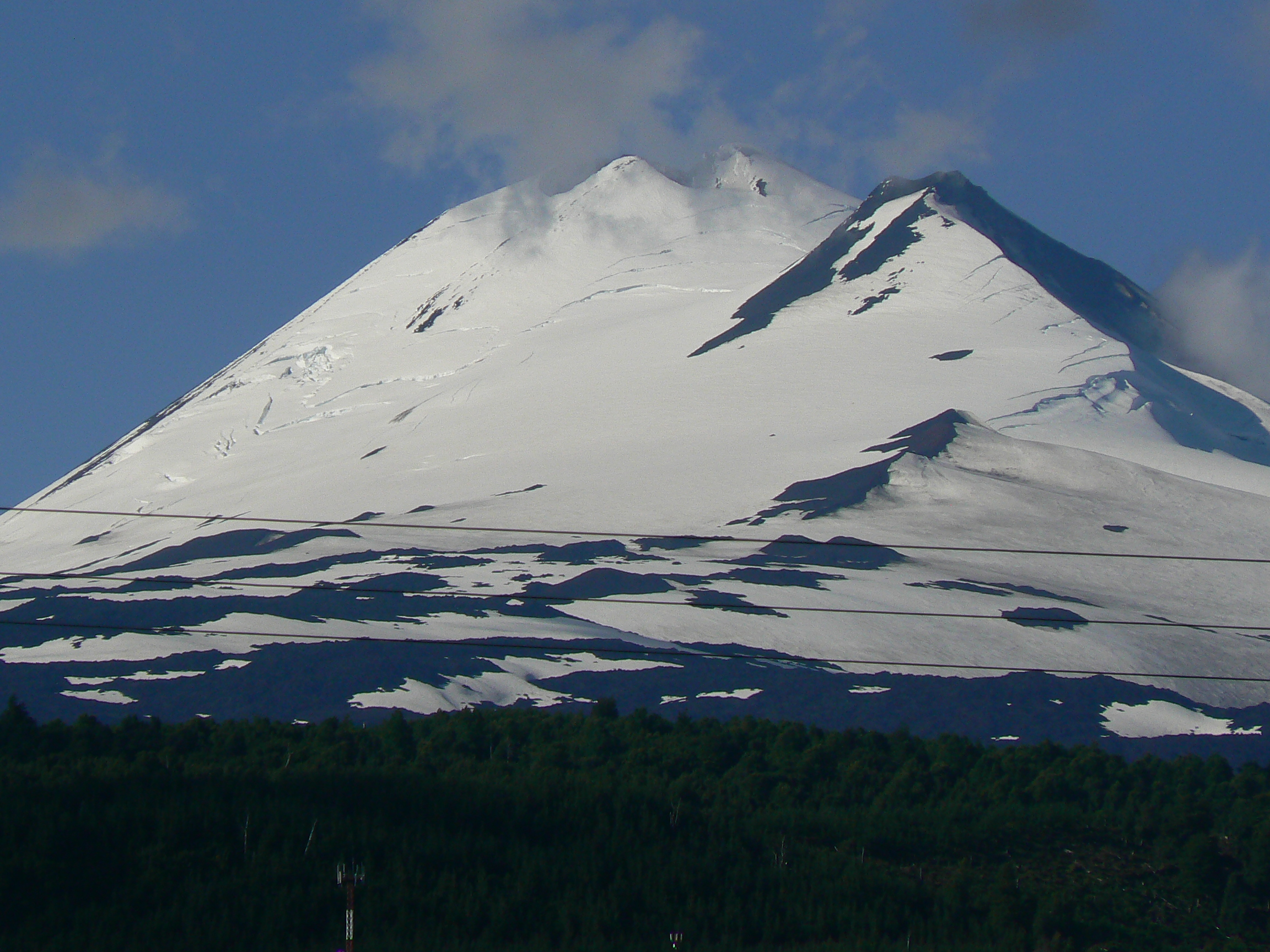
Vista de la cima del Volcán Llaima y sus dos cumbres y fumarolas.

El volcán Llaima es una de las montañas más importantes y voluminosas del sector sur de la cordillera de los Andes, comprendida entre las latitudes 37° y 46° Sur. La altitud de la montaña se alza hasta los 3.195 m s. n. m., con una prominencia de 1.819 m sobre las cumbres cercanas. La altura del cono volcánico es de unos 2400 m desde su base, localizada aproximadamente a los 740 m s. n. m.
El volcán tiene dos cimas, siendo la del sector norte más prominente y quedando separada por un portezuelo de aproximadamente 1 km de longitud del Pichillaima (del Mapudungún, pequeño Llaima), la cumbre sur que alcanza los 2.920 m s. n. m. El cráter del volcán se encuentra en la cumbre mayor, con una amplitud de 350 m de diámetro en el que está constantemente presente una fumarola como signo de actividad del volcán. En la cumbre sur existen restos de un cono de escorias anidado en uno mayor, los cuales están abiertos hacia el sureste desde donde salen fumarolas débiles.
Diversos glaciares cubren los flancos occidental, suroccidental y oriental. El más extenso es el occidental y sudoccidental, que alcanza una superficie de 19 km². En el flanco oriental, por su parte, 4 lenguas glaciales cubren un área de 10 km². Una gruesa capa de material piroclástico ha cubierto al hielo, especialmente hacia el sector oriental, lo que ha detenido en parte la ablación de los glaciares. En la temporada invernal (en el hemisferio sur, entre julio y septiembre), la nieve cubre la superficie volcánica desde al menos la cota de los 1.000 m s. n. m.
Los deshielos son drenados por algunos ríos menores y esteros en forma radial a través de las hoyas de los ríos Captrén y Quepe (afluentes del río Cautín) y del Allipén en forma parcial. De estos desagües, destaca el río Trufultruful, el cual forma una serie de lagos represados por lava solidificada como el lago Verde, el Arcoíris y el Conguillío.

### Geología

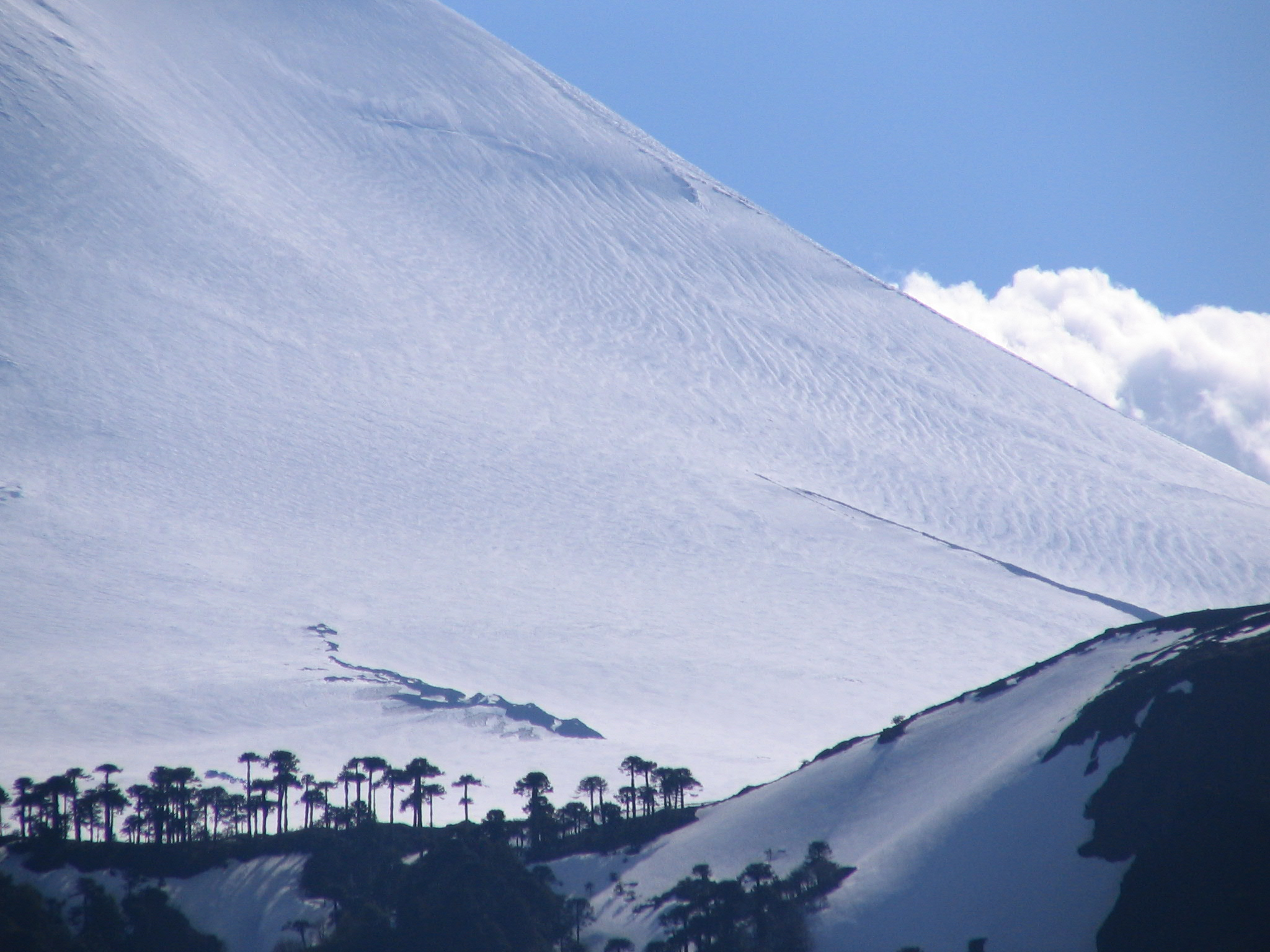
Una ladera del Llaima cubierta por glaciares. Al fondo se divisa un conjunto de araucarias nativas.

El Llaima es un volcán catalogado como estratovolcán, constituido por una estructura basal con forma de volcán de escudo, el cual está rodeado por unos 40 conos de escoria adventicios, los que se orientan en dirección noreste según una alineación curva de aproximadamente 29 km de longitud que recoirre desde el suroeste hasta la ladera noreste del volcán. Los derrames de lava producidos por el Llaima han sido emitidos dentro de un radio de 30 kilómetros desde la cima, el cual conforma una superficie irregular de unos 700 km² y un volumen de 400 km³. La base del volcán es elíptica, cuyo eje mayor en sentido norte-sur es de 30 km y el menor es de 25 km de este a oeste.
Se estima que la actividad volcánica del Llaima alcanzó su desarrollo más importante durante el Pleistoceno Superior y parte de Holoceno, depositando sus productos emitidos sobre granitoides terciarios y los complejos volcánicos de Hirrampe-Melo y Sierra Nevada, de carácter pleistoceno. Aunque no se ha podido determinar el inicio de la actividad volcánica, los rastros más antiguos de ésta muestran efectos erosivos de la última glaciación. Esto implicaría que los productos primigenios debiesen haber sido emitidos luego de la penúltima glaciación, datándolos con una edad máxima de unos 250.000 años (Pleistoceno Medio o Tardío).
Gracias a análisis morfoestructurales, geoquímicos, estratigráficos y litológicos, han sido reconocidas tres unidades evolutivas del volcán: una unidad antigua, otra fisural y el cono principal (o edificio), a las que se suman las capas de depósitos piroclásticos acumulados durante varios años. Sobre las lavas post-glaciales tempranas de la unidad antigua, se encuentran extensos depósitos piroclásticos de tipo andesítico-basáltico, que dan inicio a la unidad fisural, y que contienen restos de madera carbonizada con una antigüedad de 13.200 años. Debido a su gran volumen, se cree que este depósito se formó en una caldera producida por un colapso del edificio principal.
Las rocas del Llaima están formadas principalmente por lavas y piroclastos basálticos a andesítico-basálticos, con contenidos de sílice que varían entre un 50% y un 58% de SiO2. Sin embargo, existen depósitos de pómez con una composición dacítica (65% de SiO2) y que están asociados a una erupción pliniana. Las rocas son de tipo poríficas, compuestas por fenocristales de plagioclasa, olivino y clinopiroxeno, siendo características geoquímicas muy similares a las de volcanes cercanos como el Antuco, el Villarrica y el Osorno.

## Historia

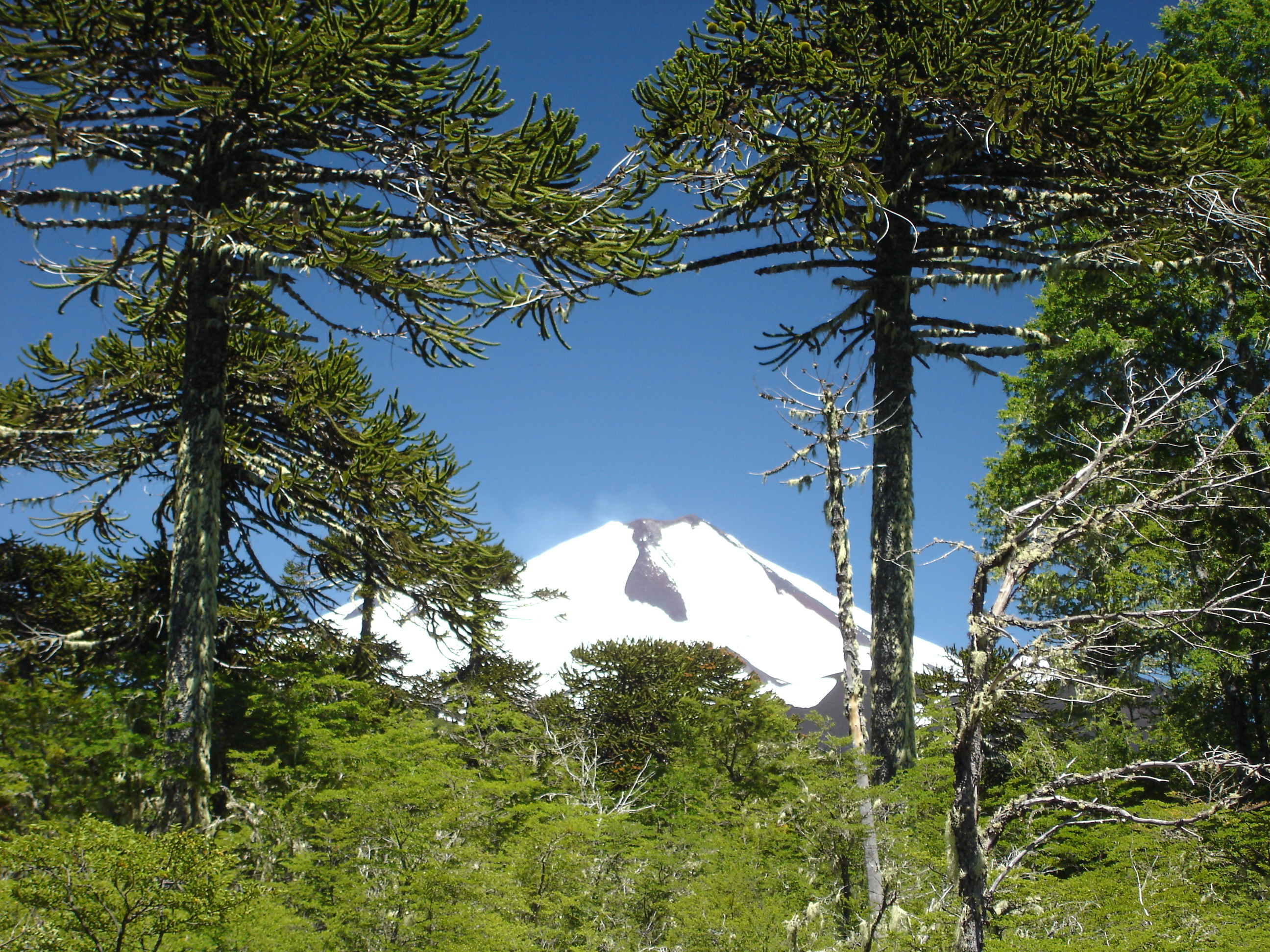
Vista del Llaima desde el parque nacional Conguillío.

El nombre "Llaima" es de origen reciente, según diversos testimonios. Los primeros registros de los conquistadores españoles durante el siglo XVI consignaban al volcán bajo el nombre de "Imperial", por ser visible desde el fuerte de La Imperial, en la actual comuna de Carahue. Posteriormente, el oficial Francisco Subercaseaux Latorre que recorrió la zona durante la Ocupación de la Araucanía durante fines del siglo XIX, afirma que el volcán habría sido anteriormente denominado "Chanel" o "Chañel" por los indígenas, que en mapudungun significa «dedo» debido a su anterior forma puntiaguda. De acuerdo al mismo relato, la forma del volcán cambió de manera importante durante la explosiva erupción de 1876, "derrumbándose su cono hacia el norte después de haber lanzado 90 kilómetros cúbicos de magma desde su cráter principal y flujos piroclásticos que viajaron más de 80 kilómetros". Tras este suceso, los mapuches de la zona lo redenominaron como "Llaima". 
Según el mismo testimonio, la destrucción ocurrida durante dicho evento fue notable: "...hasta a 30 leguas (120 a 175 km dependiendo de a qué legua se refiere) en contorno cayó arena y lava... muchas rucas fueron destruidas y sus habitantes murieron abrasados en los mares de candente lava". Igualmente, Subercaseaux reseña un anterior episodio, desarrollado en 1864, durante el cual el volcán habría liberado una columna de ceniza que estimó en 3.000 m sobre el cráter.
Debido a su prominencia, el Llaima ha sido un importante centro para el desarrollo histórico de este sector de La Frontera. Según la tradición, el célebre guerrero Calfucurá, conquistador de las pampas argentinas, habría nacido en los faldeos del Llaima. Durante las campañas militares de la Ocupación, el Ejército de Chile instaló en 1883 el Fuerte Llaima en la zona cercana, siendo trasladado de su ubicación original en 1887.
La primera ascensión conocida fue realizada por los montañistas Carlos y Augusto Rimbach, en 1909. 

### Registros de actividad volcánica

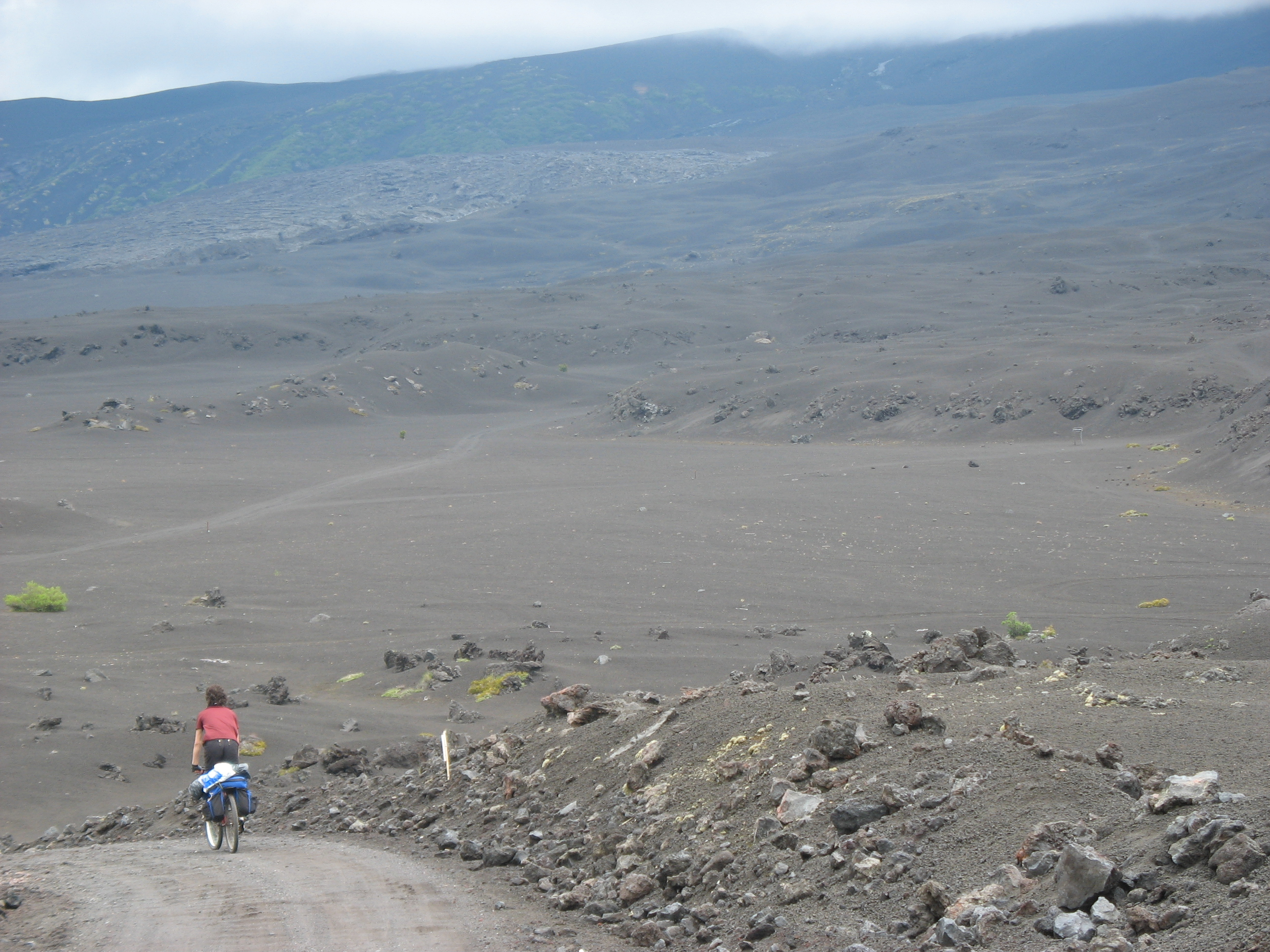
La ceniza volcánica se ha acumulado luego de varias erupciones en los faldeos del Llaima.

Desde el año 2003, se tiene registro histórico de 50 episodios eruptivos de diversa magnitud. En los tres primeros siglos después de la conquista de Chile por parte del Imperio español, el volcán permaneció en lo profundo del territorio mapuche independiente, por lo que las crónicas occidentales solo recogieron noticias de las erupcciones más catastróficas. Estos grandes eventos, en los que el Llaima hizo erupción simultánea con otros volcanes de la zona, también son recordados en la tradición oral del pueblo mapuche, como desastres que obligaron a emprender grandes migraciones. 
Son cuatro las grandes erupciones conjuntas conocidas durante el período descrito:
- 1640: erupción conjunta con el Villarrica, Quetrupillán, Lanín y Mocho-Choshuenco.
- 1750: se repite la erupción simultánea de 1640.
- 1765: nueva erupción conjunta de los 5 volcanes.
- 1790: el Llaima hizo erupción conjunta con el Villarrica, Puyehue y Osorno.

A partir de las primeras campañas de la Ocupación de la Araucanía, realizadas a fines del siglo XIX, el seguimiento de la actividad volcánica del Llaima es más detallado. En 1864 se registró una erupción de tipo vesubiano, seguida por la erupción de 1876 descrita anteriormente y que modificó por completo la morfología del cono. Una nueva erupción se produce el 24 de junio de 1887, la cual obliga al traslado del Fuerte Llaima en unos 4 km, tras el consejo de los mapuches del lugar.
En el siglo XX, nuevas erupciones ocurren el 1 de mayo de 1903 y en febrero de 1908. En el caso de esta última, una avalancha mató a una mujer que iba camino a Lonquimay. Las erupciones se repitieron en 1917, 1922, 1927, 1930 y 1937, cuando una nueva avalancha mató a dos personas en la localidad de Santa María de Llaima. En 1941 se registra un nuevo evento de actividad volcánica, siendo seguido por una importante erupción en marzo de 1945 que causó una avalancha en el sector de Cólico.
En enero de 1956, una erupción que duró más de 12 horas dejó un muerto e importantes daños materiales en las localidades más cercanas. Torrentes de lava avanzaron por varios kilómetros durante la erupción registrada el 18 y 19 de febrero de 1957, dejando centenares de hectáreas de terreno inutilizadas. Eventos de menor importancia fueron detectados en 1960, 1964, 1974, mayo de 1994 y entre el 9 y 11 de abril de 2003. Entre mayo y junio de 2007, el aumento de la actividad volcánica obligó a las autoridades de la ONEMI a decretar una "alerta amarilla" en la zona.

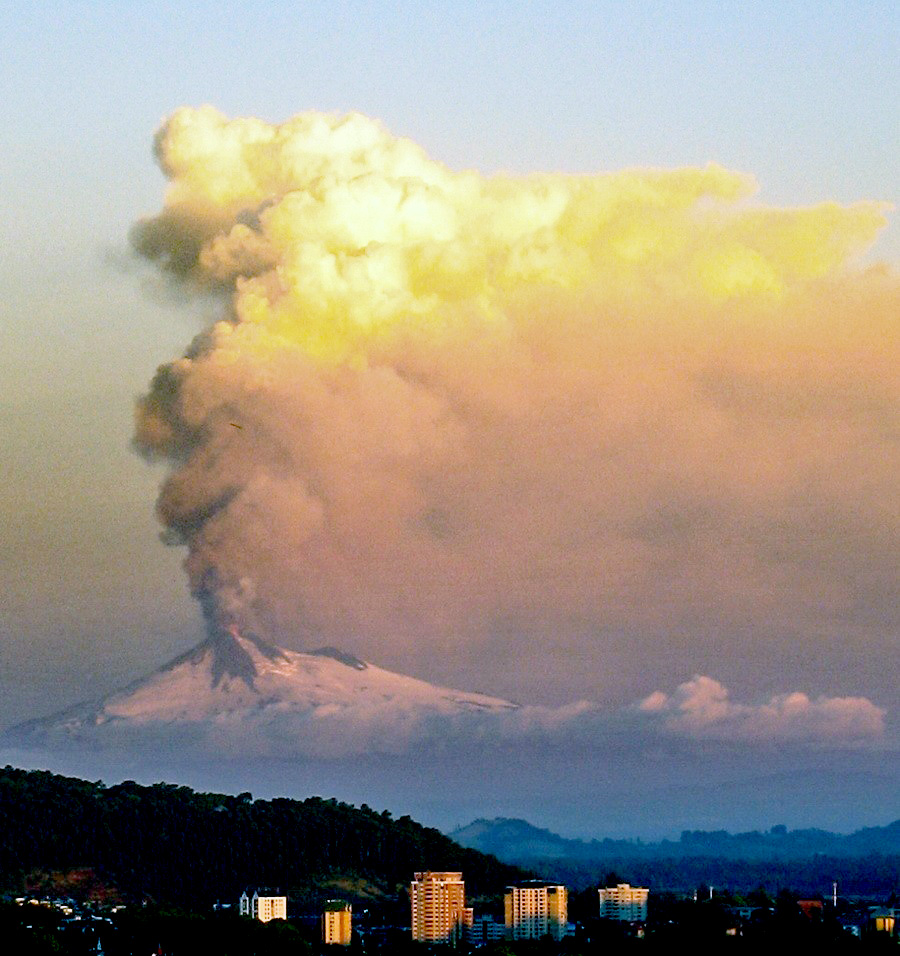
Columna de ceniza del volcán Llaima, visible desde Temuco.

## Proceso eruptivo 2007-hasta ahora

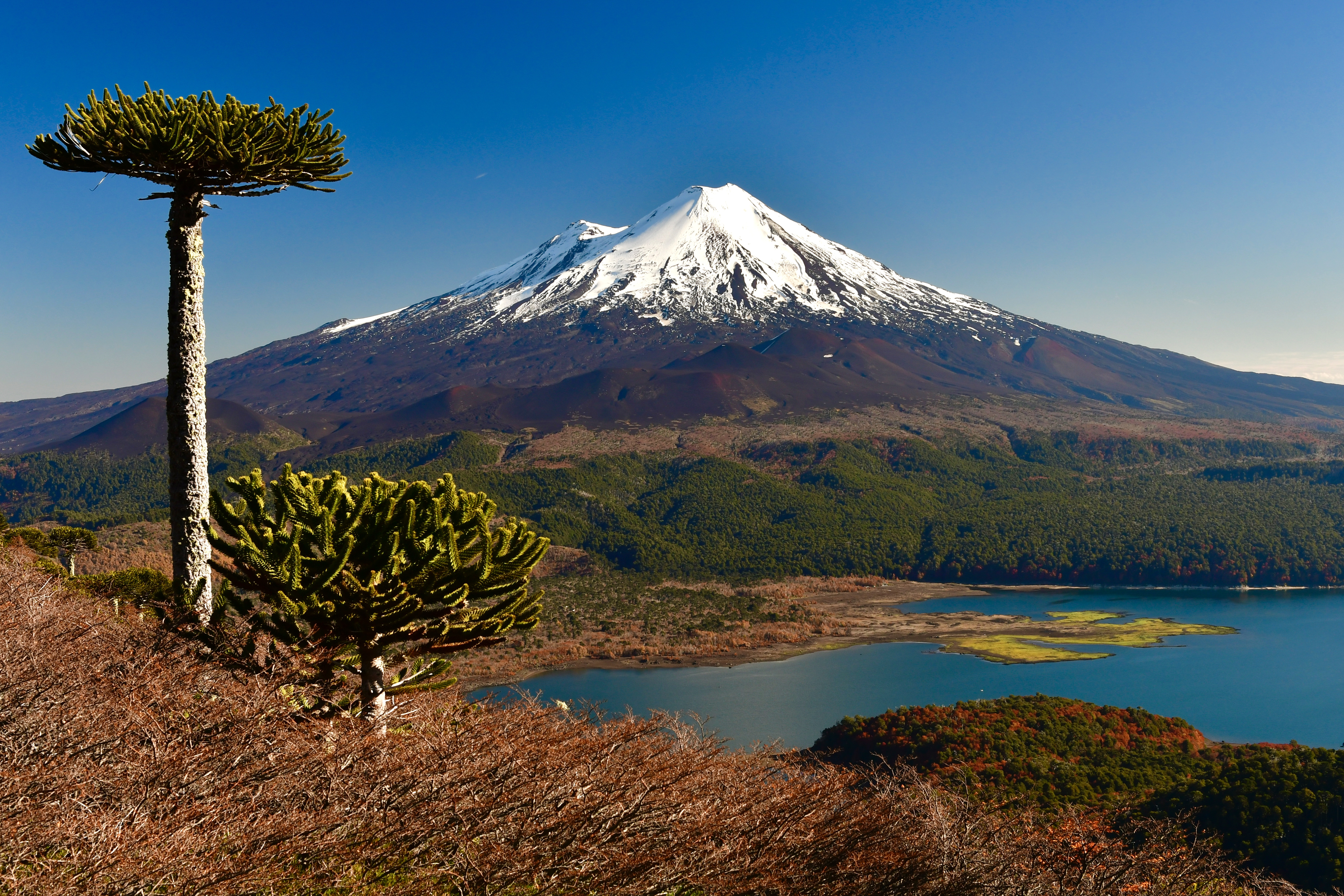
Volcán Llaima, previo a erupción.

### Erupción de 2008
El 1 de enero de 2008 se produjo una nueva erupción volcánica del Llaima. Los primeros registros de un incremento de la actividad volcánica se produjeron cerca de las 18:00 hora local. Las autoridades evacuaron a unos 140 turistas y a los funcionarios de CONAF desde el parque nacional Conguillío, y algunos pobladores de la localidad cercana de Melipeuco se desplazaron hacia Cunco. Los primeros desprendimientos se registraron hacia las laderas en dirección al territorio argentino, mientras las fumarolas fueron visibles hasta 250 kilómetros de distancia. Las cenizas alcanzaron el suroeste de la provincia del Neuquén en Argentina, principalmente la ciudad de Zapala, obligando a la suspensión de vuelos desde el Aeropuerto Internacional Presidente Perón.
La erupción varió su intensidad a lo largo de los siguientes días, reduciendo su potencia en los días posteriores y retomando cierta fuerza a la semana siguiente, siguiendo cada cierto tiempo hasta fines de febrero, donde el volcán termina su actividad. Exactamente siete meses después, el 1 de julio, reinicia su actividad, por lo que se declaró alerta amarilla. Posteriormente el día 2 de julio se declaró alerta roja, ya que se recrudeció la actividad del macizo.

### Erupción de 2009
Durante ese año la erupción fue calmada pero muy inestable, ya que la erupciones duraban horas o días. Por esto mismo mantuvieron en la zona Alerta Verde nivel 2 por parte de OVDAS. El volcán presentó liberaciones de vapor continuas producto de un foco de lava en el cono principal.
En la primera semana de diciembre de este año, fue declarada Alerta Amarilla por ONEMI y SERNAGEOMIN (OVDAS), producto de un tremor de fondo que apareció a final de noviembre, es decir, existían flujos de lava y una alta probabilidad de que dentro de las próximas semanas ocurriera una erupción.

### Actividad sísmica anormal post-terremoto
Luego del Terremoto de 2010, el macizo empezó a mostrar actividad sísmica anormal caracterizada por tremores de fondos débiles de 20 minutos, el Observatorio Vulcanológico de los Andes del Sur junto con la ONEMI decretó alerta amarilla, ya que puede ser el inicio de la reactivación del ciclo eruptivo. También en el Volcán Villarrica se ha presentado actividad anómala.
SERNAGEOMIN el día viernes 23 de abril eleva el nivel de alerta amarilla de nivel 3 a nivel 4 por actividad sísmica en aumento en cantidad e intensidad, como a la vez un aumento de los RSAM.
Además existe preocupación porque el cono se encuentra obstruido en un 100% por lo que esto puede complicar la situación y en vez de ser una erupción estromboliana puede ser una erupción explosiva de gran magnitud.
Actualmente está con una disminución en su actividad sísmica pero SERNAGEOMIN rebaja la alerta a alerta amarilla nivel 3 ya que existe la posibilidad de una erupción en 1 semana, 1 mes, 1 año; ya que el volcán es muy impredecible en el desarrollo de este proceso y casi la mayoría de las erupciones que han ocurrido durante este proceso son sorpresivas y sin dar indicios si iba a entrar o no.

### Grieta en el cráter principal
A fines de septiembre de 2011 se comenzaron a sentir ruidos subterráneos y sismos alrededor de las localidades cercanas al volcán, los cuales derivaron en una grieta en el cráter principal del volcán. La ONEMI descartó la situación de emergencia. Según palabras de Freddy Rivas, director de ONEMI de La Araucanía: No hay fisuras, sino lo que hay es una ruptura en la roca. Ayer se registró un movimiento sísmico de 3,3 grados y, posteriormente, a ello no ha existido más movimientos.

## Impacto cultural

### Mitología mapuche
Para los mapuches, como todos los volcanes, el Llaima era un lugar con fuertes connotaciones sobrenaturales, al que se le aplica el calificativo de sagrado. Dentro de su cosmovisión, las entrañas y calderas del Llaima son regidas por un espíritu principal de la naturaleza, un ngen, el cual es tutelar y propietario del volcán. Este tipo de ngen es más conocido como ngen-winkul o espíritu de los volcanes y cerros. Junto a esta presencia tutelar, en el Llaima habitaría una corte de pillanes, espíritus menores en relación con el ngen, pero sumamente poderosos. 
Según los testimonios recogidos por la antropología, el Llaima y los espíritus que lo habitan ocupan un lugar muy determinado en la cosmovisión mapuche. Su simbolismo es claro: está asociado al mal, en oposición al volcán Villarrica (Rucapillán en idioma mapuche), que es considerado el "volcán bueno". Mientras el Villarrica inspira sueños benéficos, el Llaima trasmite a los durmientes malos augurios. 
El Llaima se relaciona simbólicamente con otros elementos afiliados al mal; el color rojo, el sol, los bólidos que caen del cielo (cherufe), el norte, y con una región cósmica denominada Minche Mapu, un inframundo negativo en el que habita una pareja de dioses mayores del Mal.

### Narrativa oral mapuche
En un pasaje al principio del relato tradicional mapuche de Curiñancu (el aguilucho negro) y Chalwa (el salmón), el joven Curiñancu, pasa una temporada iniciática en las laderas del Llaima, tras ser curado y salvado por el puma (pangui). Curiñancu había caído del cielo mientras aprendía a volar. Cuando el puma le salva, Curiñancu decide convertirse en un guerrero terrestre, construyendo una fortaleza de piedra en la falda del volcán y aprendiendo de la sabiduría de los demás animales. El sapo le enseña el secreto de su salto; la serpiente, su forma de caminar. La araña teje para él unos pantalones de guerrero. En las soledades del Llaima, Cariñancu se desarrolla y vuelve fuerte, hasta estar listo para seguir su camino, que le llevará a convertirse en discípulo del carpintero negro (rere), y, finalmente, a vivir su aventura con el salmón.

### Literatura
En la novela Umbral, el escritor Juan Emar, que vivió largas temporadas de aislamiento en la vecina comuna de Vilcún, incluye un pasaje en el que el personaje Onofre Borneo se introduce a los inframundos infernales a través del cráter del Llaima. Borneo es acompañado en este viaje por un heraldo del submundo, un tal Palemón de Costamota. La surreal narración de Emar parece ser una revisión del viaje de Dante a los infiernos, guiado por Virgilio, de La divina comedia.
Pablo Neruda recuerda en su libro de memorias Confieso que he vivido: "Luego venían las inundaciones, que se llevaban las poblaciones donde vivía la gente más pobre, junto al río. También la tierra se sacudía, temblorosa. Otras veces, en la cordillera asomaba un penacho de luz terrible: el volcán Llaima despertaba".
El poeta Jorge Tellier, en un poema de su libro Para un pueblo fantasma, invoca en su memoria la presencia amenazante del volcán:
"Trasnochador empedernido / contemplo la luna igual a la de 1945 / enrojecida por la erupción del Llaima. / La misma que miraba desde la buhardilla / mientras leía como ahora "Los miserables" y el / Almanaque Hachette".